# Fire Country
Sheriff Country
Fire Country ou Fire Country : Pompiers sur appel au Québec, est une série télévisée américaine créée par Max Thieriot, Tony Phelan (en) et Joan Rater (en), diffusée depuis le 7 octobre 2022 sur le réseau CBS et en simultané sur le réseau Global au Canada.
En Belgique, la série est diffusée depuis le 5 décembre 2022 sur RTL-TVI[réf. souhaitée], et au Québec depuis le 13 septembre 2023 sur Noovo. En France, la série est diffusée sur la plateforme Paramount+.
Une série dérivée, Sheriff Country, se concentrant sur le sheriff Mickey Fox, est prévue pour la saison 2025-2026.

## Synopsis
Fire Country est centré sur Bode Donovan, un jeune condamné qui peut demander la rédemption et une peine de prison raccourcie. Bode rejoint un programme de lutte contre les incendies pour le compte de Cal Fire.

## Distribution

### Acteurs principaux
- Max Thieriot (VF : Jim Redler) : Bode Donovan / Bode Leone
- Kevin Alejandro (VF : Pierre Tessier) : Manny Perez, le père de Gabriella et capitaine du Cal Fire
- Jordan Calloway (VF : Romain Altché) : Jake Crawford, pompier du Cal Fire
- Stephanie Arcila (VF : Diane Kristanek) : Gabriella Perez, la fille de Manny et secouriste du Cal Fire
- Jules Latimer (VF : Corinne Wellong) : Eve Edwards, pompier du Cal Fire
- Diane Farr (VF : Rafaèle Moutier) : Sharon Leone, la mère de Riley et de Bode et cheffe de la division des incendies du Cal Fire
- Billy Burke (VF : Loïc Houdré) : Vince Leone, le père de Riley et de Bode Donovan et le chef du bataillon du Cal Fire

### Acteurs récurrents
Saison 1
- Jade Pettyjohn : Riley Leone, la fille décédée de Vince et Sharon, la sœur de Bode et la meilleure amie d'Eve (en flashback) (2 épisodes  • 2022)
- W. Tré Davis (VF : Jérémie Bédrune) : Freddy Mills, un ancien pompier détenu et ami de Bode (17 épisodes • 2022–2024)
- Michael Trucco (VF : Emmanuel Curtil) : Luke Leone, frère de Vince (13 épisodes • 2022–2025)
- Sabina Gadecki (en) : Cara Maisonette, ex-petite amie de Bode (9 épisodes • 2023–2024)
- Mark Krysko : Felix Lonnegan (7 épisodes • 2022–2023)
- Fiona Rene (VF : Fanny Vambacas) : Rebecca Lee, détenue et ancienne avocate (5 épisodes • 2022–2023)
- Karen LeBlanc : Dr Lilly Crawford, mère de Jake (3 épisodes • 2022–2023)

Saison 2
- Tye White (en) : Cole, le compagnon de cellule de Bode (13 épisodes • 2024–2025)
- Carlo Fortin : Ames (13 épisodes • 2024–2025)
- Alix West Lefler : Genevieve Maisonette, fille de Cara (11 épisodes • 2024)
- Rafael de La Fuente : Diego Moreno, un ambulancier de Cal Fire et fiancé de Gabriella (9 épisodes • 2024)

Saison 3
- Leven Rambin : Audrey James (12 épisodes • 2024–2025)
- Jeff Fahey : Walter Leone, père de Vince et le grand-père de Bode (7 épisodes • 2025)

## Production

### Développement
En novembre 2021, CBS a annoncé qu'elle développait une série avec Max Thieriot, Tony Phelan (en) et Joan Rater (en), basée sur l'expérience de Max qui a grandi dans la région des incendies de la Californie du Nord. La série potentielle était alors connue sous le titre de Cal Fire. En février 2022, un pilote de série a été sélectionné. Le pilote a été écrit par Phelan et Rater, avec Thieriot comme co-scénariste, et réalisé par James Strong. En mai 2022, CBS commande la série sous son titre actuel. Tia Napolitano en est la directrice.
Le 19 octobre 2022, la série est commandée pour une saison complète.
Le 6 janvier 2023, la série est renouvelée pour une deuxième saison. Le tournage est retardé jusqu'après la grève de la Writers Guild of America de 2023.
Le 12 mars 2024, CBS annonce le renouvellement de la série pour une troisième saison.
Le 20 février 2025, la série est renouvelée pour une quatrième saison.

### Attribution des rôles
En février 2022, il a été annoncé que Max Thieriot serait la vedette de la série. En mars 2022, Billy Burke et Kevin Alejandro ont obtenu les rôles principaux du pilote. Quelques jours plus tard, il a été annoncé que Diane Farr, Jordan Calloway, Stephanie Arcila et Jules Latimer apparaîtraient en tant qu'acteurs réguliers de la série. En septembre 2022, il a été annoncé que Michael Trucco rejoindrait la série dans un rôle récurrent.

### Tournage
Le tournage de la série a commencé en juillet 2022 à Vancouver, au Canada, et devrait se poursuivre jusqu'en décembre 2022. La série utilise le village voisin de Fort-Langley pour représenter la ville fictive d'Edgewater en Californie du Nord.

## Épisodes
| Saisons | Saisons | Nombre d' épisodes | Diffusion originale sur CBS | Diffusion originale sur CBS |
| Saisons | Saisons | Nombre d' épisodes | Début de saison             | Fin de saison               |
| ------- | ------- | ------------------ | --------------------------- | --------------------------- |
|         | 1       | 22                 | 7 octobre 2022              | 19 mai 2023                 |
|         | 2       | 10                 | 16 février 2024             | 17 mai 2024                 |
|         | 3       | 20                 | 18 octobre 2024             | 25 avril 2025               |
|         | 4       | TBA                | 17 octobre 2025             | 2026                        |

### Première saison (2022-2023)
Composée de vingt-deux épisodes, elle est diffusée entre le 7 octobre 2022 et le 19 mai 2023.
1. Au Cal Fire (Pilot)
2. Le Prince d'Edgewater (The Fresh Prince of Edgewater)
3. Pas de fumée sans… (Where There's Smoke…)
4. Ne t'inquiète pas et travaille (Work, Don't Worry)
5. Fonce et sois prudent (Get Some, Be Safe)
6. Comme au bon vieux temps (Like Old Times)
7. À votre service (Happy to Help)
8. Mauvais garçon (Bad Guy)
9. Nulle bonne action ne reste impunie (No Good Deed)
10. Garde le moral (Get Your Hopes Up)
11. Maman ours (Mama Bear)
12. Des Hauts et des Bas (Two Pink Lines)
13. Le Dragon assoupi (You Know Your Dragon Best)
14. Une fête foraine mémorable (A Fair to Remember)
15. Fausses Promesses (False Promises)
16. Le Genre de leader que j'aime (My Kinda Leader)
17. Appel au secours (A Cry for Help)
18. En dehors des rails (Off the Rails)
19. Attention où tu mets les pieds (Watch Your Step)
20. Ligne de vie (At the End of My Rope)
21. Retour de flamme (Backfire)
22. Je sais que cela paraît impossible (I Know It Feels Impossible)

### Deuxième saison (2024)
Composée de dix épisodes, elle est diffusée entre le 16 février 2024 et le 17 mai 2024.
1. Quelque chose approche (Something's Coming)
2. Respirer à nouveau (Like Breathing Again)
3. Rendez-vous à la prochaine apocalypse (See You Next Apocalypse)
4. Trop d'inconnues (Too Many Unknowns)
5. Cette tempête passera (This Storm Will Pass)
6. Prévenez le shérif (Alert the Sheriff)
→ backdoor pilot pour la nouvelle série dérivée Sheriff Country
7. Le tout pour le tout (A Hail Mary)
8. Ça n'est jamais fini (It's Not Over)
9. Pas de futur, pas de conséquences (No Future, No Consequences)
10. Oui, je veux (I Do)

### Troisième saison (2024-2025)
Composée de vingt épisodes, elle est diffusée entre le 18 octobre 2024 et le 25 avril 2025.
1. La mariée a parlé (What the Bride Said)
2. Peloton d'exécution (Firing Squad)
3. Bienvenue dans la secte (Welcome to the Cult)
4. Garde la tête froide (Keep Your Cool)
5. Débarquement à Edgewater (Edgewater's About to Get Real Cozy)
6. Pas sans mes oiseaux (Not Without My Birds)
7. Fausse Alerte (False Alarm)
8. Promets-moi (Promise Me)
9. Traverser les Flammes (Coming in Hot)
10. Façon Leone (The Leone Way)
11. Accepter la défaite (Fare Thee Well)
12. C'est moi qui devrai partir (I'm The One Who Just Goes Away)
13. Rivalités (My Team)
14. Piège mortel (Death Trap)
15. Une dernière fois (One Last Time)
16. Argent Sale (Dirty Money)
17. Le feu et la glace (Fire and Ice)
18. Des yeux et des oreilles partout (Eyes and Ears Everywhere)
19. Le vent a tourné (A Change in the Wind)
20. Je le referais (I'd Do It Again)

### Quatrième saison (2025-2026)
Note : Pour les informations de renouvellement voir la section Production.
Elle est prévue pour l'automne 2025. La diffusion de la saison débute à partir du 17 octobre 2025.

## Audience
Le premier épisode a été vu par une audience de 5,91 millions de téléspectateurs.
La plus grosse audience de la série est le douzième épisode de la première saison, diffusé juste après un match de football américain et qui a réalisé une audience de 10,08 millions de téléspectateurs.
La pire audience historique de la série est le troisième épisode de la première saison, qui a réalisé une audience de 5,26 millions de téléspectateurs.
La première saison a été vue par une moyenne de 8,36 millions de téléspectateurs à J+7, ce qui place la série au 12e rang des séries les plus vues aux États-Unis.
La décision de CBS de poursuivre la production d'un spin-off de Fire Country n'est pas surprenante, étant donné que la série s'est classée parmi les nouvelles séries les plus regardées la saison dernière, avec une moyenne de 8 millions de téléspectateurs par épisode, dont 10 millions en direct +35 sur plusieurs plateformes.

## Série dérivée
Le 23 janvier 2024, il est annoncé que Max Thieriot, producteur et scénariste de Fire Country, allait lancer une nouvelle série dérivée Sheriff Country se concentrant sur Mickey Fox, le shérif de la petite ville d'Edgewater. La série est prévue pour  la saison 2025-2026avec Morena Baccarin en tête d'affiche.
Un deuxième spin-off, Fire Country: Surfside mettant en vedette Jared Padalecki est également à l'étude depuis 2024. Le projet pourrait être diffusé soit sur CBS, qui héberge Fire Country et le prochain spin-off Sheriff Country, soit sur Paramount+.

## Réception critique
Le site de IMDb lui a attribué une note de 7,2 / 10 sur une moyenne de 7 700 avis.